# Білосніжка (Дісней)
Білосніжка (англ. Snow White, нім. Schneewittchen) — вигаданий персонаж і головна героїня першого повнометражного мультфільму студії Волта Діснея «Білосніжка і сім гномів», знятого в 1937 році за мотивами однойменної казки братів Грімм. Білосніжка також є першою офіційною діснеєвською принцесою і наймолодшою з них: їй 14 років.
Створена Волтом Діснеєм Білосніжка була анімована Гамільтоном Ласке і Альбертом Хуртером.
Білосніжка — юна принцеса вигаданого німецького королівства. Дуже красива, мила і добра. Ховалася від своєї злісної мачухи-королеви, у семи гномів. Пізніше вийшла заміж за принца Фердинанда. За походженням німкеня.
В оригінальному фільмі героїня була озвучена актрисою Адріаною Казелотті, в даний час її озвучуванням займається актриса озвучування Кетерін Ван Тілл.

## Створення персонажа

### Образ
Початкові ескізи Білосніжки були розроблені аніматором Грімом Нетвіком, який раніше працював на студії «Fleischer Studios», але вони не відповідали очікуванням Волта Діснея, оскільки героїня була дуже схожа на мультиплікаційну героїню Бетті Буп, або ж виглядала як карикатура на актрису Сейзу Піттс. Також, в деяких попередніх ескізах, Білосніжка була показана блондинкою, що не відповідало оригінальній казці. Тоді аніматор Гамільтон Лаксі, на прохання Волта Діснея постарався створити для неї реалістичну, і в той же час казкову, і не досить переконливу зовнішність, таку як у Персефони з мультфільму «Богиня Весни» (англ. The Goddess of the Spring, 1934). Тоді Волт призначив Ласкі провідним аніматором для Білосніжки, а почав він з проектування очей і губ героїні.
Для Білосніжки була використана жива модель. Нею стала дівчина обрана з 200 претенденток, танцівниця Марджорі Селеста Белчер, донька Ернеста Белчера, вчителі в одній з танцювальної шкіл, яка пізніше стала живою моделлю для Синьої Феї в мультфільмі Піноккіо.
Живою моделлю для принцеси також була Бетті Кімпбелл — дружина аніматора Ворда Кімпбелла, яка заміняла Марджорі під час зйомок.

### Озвучення
Волт Дісней хотів знайти на роль Білосніжки актрису з казковим, трохи дитячим голосом, але пошуки були досить важкими. Проби на роль Білосніжки пройшли близько 150 дівчат, включаючи відомих актрис, серед яких була актриса і співачка Діна Дурбін, але і їй у підсумку було відмовлено, так як самому Діснею голос дівчини здався занадто дорослим. Але врешті-решт, у вересні 1935 року Волт Дісней вибрав на роль Білосніжки молоду співачку Адріану Казелотті.
Одного разу асистент Діснея з підбору акторів зателефонував своєму знайомому вчителю з вокалу і музики Гвідо Казелотті, зі скаргами на те, що в Голлівуді вже немає співаючих дівчат. Казелотті хотів запропонувати відправити на прослуховування своїх кращих учениць, але виявилося, що його 20-річна дочка Адріана підслуховувала розмову по іншому телефону в будинку. Вона заспівала в трубку і продемонструвала свій дзвінкий дівочий голос. Її батько зніяковів і наказав доньці відійти від телефону, але кастинг-директор сподобався голос дівчини і він запросив її на проби.
Незабаром студія Disney уклала багатосторінковий контракт з Адріаною Казелотті: їй заборонялося співати в кіно або на радіо до виходу фільму, натомість дівчина отримала 970 доларів, а її голос став одним з найвідоміших в Америці 40-х.
В Українському дубляжі мультфільму Білосніжка була озвученою актрисою Анжелікою Савченко

## Фільми

### «Білосніжка і сім гномів»
Білосніжка живе зі своєю злою мачухою-королевою, яка хоче бути найкрасивішою жінкою на світі. Королева боялася, що Білосніжка затьмарить її своєю красою, і тому одягала принцесу в лахміття і змушувала працювати служницею. Але незважаючи ні на що Білосніжка завжди залишалася доброю і милою.
Одного разу чарівне дзеркало королеви, у якого вона завжди запитувала, красивіше вона всіх на світі, сказало: «Білосніжка прекрасніше всіх!». Мачуха приходить у лють і наказує своєму мисливцеві відвести Білосніжку в ліс і зарізати, а в доказ її смерті принести їй серце падчерки в скриньці. На наступний ранок мисливець відводить принцесу в ліс і намагається вбити, але він не в змозі цього зробити, і розповідає про все Білосніжку. Тоді дівчина тікає далеко в ліс, де зустрічає милих звіряток, які приводять її до маленького будиночка, що стоїть глибоко в лісі. Там вони наводять порядок, а ввечері Білосніжка знайомиться з сімома гномами: Мудриком, Тихонею, Буркотуном, Веселуном, Апчхиком і Соньком. Господарі погоджуються залишити принцесу у себе, і увесь вечір вони святкують і танцюють.
На наступний ранок гноми йдуть працювати в шахту, і Білосніжка залишається одна, а через деякий час до неї приходить стара жебрачка, яка дає їй яблуко. Принцеса навіть не підозрює, що мачуха і убога мандрівниця одне і те ж особа, відкушує шматочок, і падає замертво (за задумом злий королеви, завдяки отруті в яблуці вона занурилася в летаргічний сон, і гноми повинні будуть «поховати дівчину живцем»). Чаклунка вже збиралася йти, як раптом з'являються гноми, і заганяють її на вершину скелі. Несподівано в скелю б'є блискавка, і королева падає в прірву. Повернувшись додому, гноми знаходять бездиханне Білосніжку і кладуть її на ліжко. Так і не зважившись поховати свою подругу в землі, вони створюють з скла і золота труна, і кладуть в нього Білосніжку.
Одного разу по лісу проїжджав принц Фердинанд, який всюди шукав Білосніжку. Почувши про дівчину, сплячу в кришталевій труні, тут же пішов її шукати. У ній він дізнається свою кохану, і цілує її, і Білосніжка прокидається. Потім принц відвозить дівчину в своє королівство, де вони одружуються і живуть довго і щасливо.

## Інші появи
«Мишачий будинок»
Білосніжка з'являється як запрошена гостя у нічний клуб Міккі Мауса «Мишачий будинок», разом з іншими персонажами фільму. Тут вона відіграє малозначну роль.
«Хто підставив кролика Роджера»
Білосніжка з'являється як камео у фільмі Хто підставив кролика Роджера, і відіграє тут другорядну роль.
«Король Лев 3»
Білосніжка з'являється як камео у фільмі Король Лев 3: Хакуна матата, наприкінці разом з сімома гномами.

### «Kingdom Hearts» та інші відеоігри
Білосніжка (яп. 白雪姫) з'являється в серії ігор Kingdom Hearts, як одна з принцес Сердець. Вона з'являється в першій грі серії як одна із захоплених чаклункою Малефісентою, Принцес Сердець. Пізніше вона з'являється в грі Kingdom Hearts Birth by Sleep, в ігровій всесвіту під назвою «Dwarf Woodlands».

### «Якось у казці»
В американському серіалі «Якось у казці», Білосніжка з'являється як головний персонаж. Тут її грає актриса Джінніфер Ґудвін.

## Родичі
- Король (англ. The King) — батько Білосніжки, одружився зі злою й безсердечною жінкою. Імовірно, загинув під час війни в сусідньому королівстві (у фільмі не згадується).
- Королева (англ. The Queen) — мати Білосніжки. Померла через рік після народження дочки (у фільмі не згадується).
- Зла королева (англ. The Evil Queen) — мачуха Білосніжки. Вступила на престол після смерті її матері. Самозакохана жінка, ревнива, підступна і жорстока. Мріє бути красивіше за всіх на світі. Бажаючи здійснити свою мрію, вона вирішує позбутися від падчерки, наказавши мисливцеві вбити дівчину і принести її серце. Проте ж, обман розкривається, і лиходійка бере справу у свої руки. Перетворившись на потворну стару, вона пригостила принцесу яблуком і дівчина заснула «смертним сном». Але плану злої королеви не судилося здійснитися. За нею женуться гноми і заманюють її в глухий кут. У скелю потрапила блискавка, і чаклунка загинула, впавши з обриву в прірву[32].
- Принц (англ. The Prince) — коханий Білосніжки. Проїжджаючи повз замку королеви, юнак почув голос принцеси і, вийшовши на стіну, він побачив дівчину і закохався в неї з першого погляду. Саме він врятував принцесу від закляття злої чаклунки поцілунком істинної любові, і відвіз дівчину з собою в замок[32].

## Парки розваг Disneyland
Білосніжка також з'являється разом з іншими персонажами в Діснейленді, як персонаж атракціонів, так і у виконанні артистів. У Діснейленді існував атракціон присвячений Білосніжку, під назвою «Snow white's Scary Adventures», що розповідає історію Білосніжки, відкритий в 1955-му році. Атракціон був закритий 31 травня 2012 року, через розширення Magic Kingdom. Восени 2012 року, Білосніжка та інші діснеївські принцеси стане героїнею атракціону «Princess Fairytale Hall» в Діснейленді, в «Чарівному королівстві», замінює атракціон «Snow white's Scary Adventures».

## Відгуки

### Позитивні
- Джон С. Флінн з журналу Variety дав вельми позитивний огляд кажучи що «Білосніжка є втіленням дівочої ніжності і доброти»[47].
- Сенді Анджуло Чен з компанії Common Sense Media дала дуже позитивний і позитивний огляд про Білосніжку кажучи: «Білосніжка хоч не така хоробра як Мулан, не така інтелігентна як Белль, і не така талановита як Аріель, вона як і Попелюшка наймиліша з Принцес Діснея». Однак, вона забула згадати, що до реальних дівчатам це не відноситься, щоб чекати принца, який прийде до них на допомогу, у відношенні до пісні «Someday My Prince Will Come»[48].
- TV Guide високо оцінив Білосніжку, сказавши що її сама головна сторона, це її голос і що вона є «самою улюбленою героїнею багатьох майстрів кіно анімації»[49].

### Негативні
- Роджер Еберт з газети Chicago Sun-Times дав більш негативний огляд, вважаючи, що Білосніжка мало надихає інших, також заявивши, що Білосніжка — «трохи занудлива», і додав, що «натхнення Діснея було не в створенні Білосніжки, а в створенні її світу»[50].
- Дессон Томпсон з газети The Washington Post дав досить негативний огляд про Білосніжку: «Білосніжка може бути і проста, але вона не має нерухомості, і є досить стурбованої по відношенню до домашнього прибирання та розмовами з тваринами»[51].

### Визнання торговою маркою

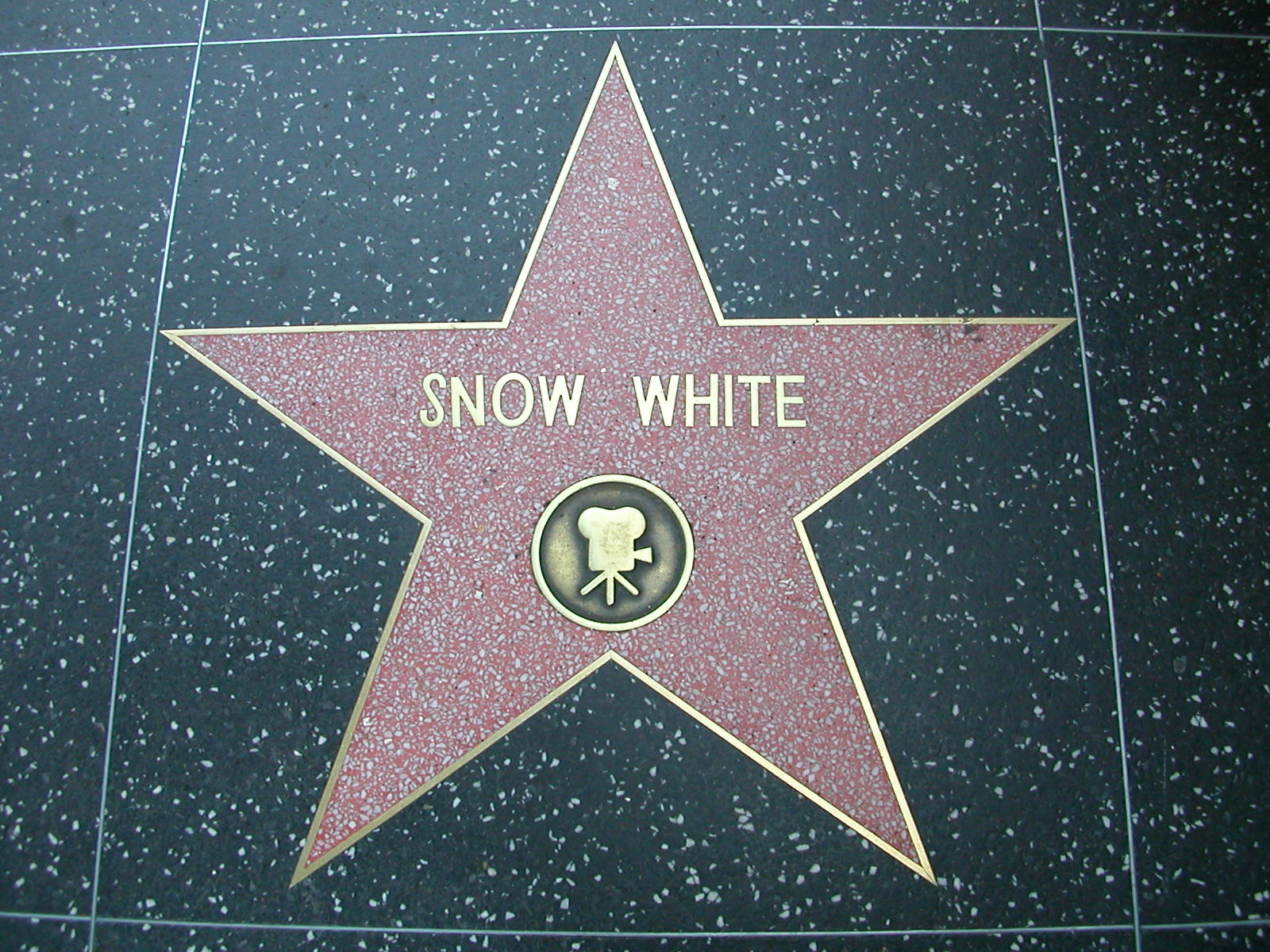
Зірка Білосніжки на «Алеї Слави»

Компанія Walt Disney подала 19 листопада 2008 року заявку в комісію США по патентах і товарних знаках, про визнання імені «Білосніжка» торговою маркою, яка буде охоплювати ігрове та анімаційне кіно, телебачення, радіо, естрадні номери, комп'ютерні програми, інтернет, новини, розваги і фотографії. Виняток становитиме художні літературні творів і публіцистика.

## Нагороди
У 1987 році Білосніжка отримала зірку на «Алеї слави» в Голлівуді.
Для вручення Премії американської кіноакадемії, як жарт, були виготовлені: одна велика статуетка — Білосніжка і сім маленьких — кожному гномові.